# Josip Kuže
Josip Kuže  (Vranje, 1952. november 13. – Zágráb, 2013. június 16.) horvát labdarúgó, hátvéd, edző.

## Pályafutása

### Játékosként
1971 és 1981 között a Dinamo Zagreb játékosa volt, ahol 384 mérkőzésen 14 gólt szerzett. Két bajnoki ezüst-, egy bronzérmet és egy jugoszláv kupa győzelmet szerzett a csapattal. 11 alkalommal szerepelt a jugoszláv U21-es válogatottban. Pályafutása elején együtt játszott a Dinamoban azokkal, akik 1967-ben vásárvárosok kupáját nyertek a csapattal. Visszavonulása után a következő idényben a zágrábi csapat jugoszláv bajnokságot nyert.

### Edzőként
Visszavonulása után edzőként kezdett dolgozni. 1982 és 1984 között az ausztrál Sydney Croatia, 1985 és 1986 között a BSK Slavonski Brod, majd 1985 és 1988 között a Dinamo Zagreb ifjúsági csapatának volt az edzője. Az 1988–89-es idényben a boszniai Borac Banja Luka vezetőedzője volt. 1989-ben lett volt klubjának a vezetőedzője, ahol két idénye át tevékenykedett. 1991 és 1994 között Németországban dolgozott. Az első idényét a Rot-Weiß Erfurt, a következő kettőt pedig az 1. FSV Mainz 05 csapatánál töltötte. 1995 és 1998 között a japán Gamba Oszaka csapatát irányította. 1998-ban hazatért Horvátországba és egy idényen át az NK Zagreb edzője volt. 2000-ben egy rövid kitérőt tett a német Chemnitzer FC csapatánál és visszatért korábbi japán csapatához, ahol 2002-ig dolgozott. A 2003–04-es idényben a Inter-Zaprešić együttesénél tevékenykedett. 2005-ben ismét a Dinamo trénere lett és bajnoki címet nyert a csapattal. 2006 novemberében távozott a klubtól. 2007-ben rövid ideig az NK Rijeka és az NK Varteks edzője volt.
2007 novemberében Michael Nees váltotta a ruandai válogatott élén. Szerződése három évre szólt volna, de két hónap után már Japánban vállalt munkát a JEF United csapatánál. Innen
négy hónap múlva küldték el, helyére Alex Millert szerződtették.
2009 és 2011 között az Albán válogatott szövetségi kapitánya volt. Nevéhez fűződik az eddigi legnagyobb albán győzelem. 2009-ben egy barátságos mérkőzésen 6–1-re győzött csapata Ciprus ellen. 2001. március 27-én búcsúzott az albán csapattól, 12 mérkőzésen 4 győzelem, 5 döntetlen és 3 vereség volt a mérlege.
Utolsó klubja edzőként 2012-ben a kínai Tianjin Teda volt.
2013. június 16-án leukémiában hunyt el Zágrábban.

## Sikerei, díjai

### Játékosként
Dinamo Zagreb
- Jugoszláv bajnokság
  - 2.: 1976–77, 1978–79
  - 3.: 1975–76
- Jugoszláv kupa
  - győztes: 1980
  - döntős: 1972, 1976

### Edzőként
Dinamo Zagreb
- Horvát bajnokság
  - bajnok: 2005–06